# Travancore-Landschildkröte
Die Travancore-Landschildkröte (Indotestudo travancorica) ist eine Schildkrötenart aus der Unterordnung der Halsberger-Schildkröten, die zur Gattung der Asiatischen Landschildkröten zählt. Ihr Verbreitungsgebiet ist auf die Westghats im Südwesten Indiens beschränkt. Sie ist noch verhältnismäßig häufig, auch wenn sie durch Abholzung und die Anlage von Tee-, Kaffee-, Kautschuk- oder Kardamonplantagen in ihrer Heimat bedroht ist. Sie wird im Anhang II. der CITES-Vereinbarung geführt. Ihren Namen trägt sie nach dem Fundort der Exemplare, die für die wissenschaftliche Erstbeschreibung herangezogen wurden.

## Erscheinungsbild
Die Travancore-Landschildkröte erreicht eine Carapaxlänge von bis zu 33 Zentimeter. Diese Körperlänge wird nur von Männchen erreicht. Weibchen bleiben etwas kleiner und werden maximal bis zu 27 Zentimeter lang. Sie wiegen dann bis zu 2,9 Kilogramm.
Der Panzer ist lang gestreckt und leicht abgeflacht. Er ist entweder oliv oder braun gefärbt. Die meisten Individuen haben schwarze Flecken auf jedem einzelnen Hornschild. Charakteristisch für diese Art ist, dass der hintere Bereich des Panzers bei adulten Tieren verbreitert ist. Jungtiere dagegen haben ein am hinteren Ende abgerundeten Panzer. Die Schwanzspitze ist als Hornnagel ausgebildet. Die Extremitäten sind gelb beschuppt. Der Kopf ist gelbbraun. Während der Fortpflanzungszeit verfärben sich Teile der Gesichtshaut leuchtend rosa.

## Lebensraum und Lebensweise
Die Travancore-Landschildkröte bewohnt feuchte immergrüne und halbimmergrüne Wälder bis in Höhenlagen von 450 Metern über NN. Die Tiere leben bevorzugt in der Laubschicht und suchen Schutz in Erdhöhlen. Sie sind dämmerungsaktiv und suchen ihre Nahrung bevorzugt am frühen Morgen oder am späten Nachmittag. Die Nahrung besteht überwiegend aus Gras, Pilzen, Bambussprossen sowie Fallobst und Blüten. In den Mägen wildlebender Tiere sind allerdings auch Überreste von Insekten und Fröschen gefunden worden.
Die Fortpflanzungsperiode der Travancore-Landschildkröte erstreckt sich von November bis Januar. Paarungsunwillige Weibchen entziehen sich den Nachstellungen durch die Männchen, indem sie ihren Panzer ins Substrat drücken. Das Gelege umfasst zwischen einem und drei Eier. Die Zeitdauer, bis die Jungtiere schlüpfen, beträgt zwischen 146 und 149 Tage. Sie sind zum Schlupfzeitpunkt zwischen 5,5 und 6 Zentimeter groß und wiegen durchschnittlich etwa 35 Gramm.

## Belege